# Lac de la Rivière aux Anglais
Pour les articles homonymes, voir Anglais (homonymie).
Le lac de la Rivière aux Anglais est un plan d'eau douce du bassin versant de la rivière aux Anglais, coulant dans le territoire non organisé de Rivière-aux-Outardes, dans la municipalité régionale de comté de Manicouagan, dans la région administrative de la Côte-Nord, dans la province de Québec, au Canada.
Les environs du lac de la Rivière aux Anglais sont desservis par quelques routes forestières se connectant par le sud au chemin de la rivière aux Anglais.
La sylviculture et l'hydro-électricité constituent la principale activité économique autour du lac.

## Géographie
Le lac de la Rivière aux Anglais est situé dans la partie est du territoire de la ville de Baie-Comeau. Ce lac traversé vers le sud-est par la rivière aux Anglais, comporte une longueur de 0,8 km, une largeur maximale de 0,48 km et une altitude de 49 m. Il comporte trois îles. Ce lac est formé par le barrage érigé à son embouchure. La falaise du côté est du lac s'étire sur toute la longueur du lac. Un sommet de montagne (altitude: 223 m est situé à 0,8 km au nord-est de la rive du lac. Le Mont Tibasse (altitude: 169 m est située à 0,5 km du côté ouest.
À partir de l'embouchure du lac de la Rivière aux Anglais, le courant descend sur 2,9 km généralement vers le sud-est, en suivant le cours de la rivière aux Anglais, notamment en passant en fin de segment du côté nord d'un secteur industriel de la partie Est de Baie-Comeau, pour se déverser sur la rive ouest de la Baie aux Anglais, sur la rive nord de l'estuaire du Saint-Laurent.

## Toponyme
Le toponyme "Lac de la Rivière aux Anglais" dérive du nom de la rivière.
Le toponyme « lac de la Rivière aux Anglais » a été officialisé le 2 août 1974 à la Banque des noms de lieux de la Commission de toponymie du Québec.